# قطط كوبنهاغن
قطط كوبنهاغن (بالإنجليزية: The Cats of Copenhagen)‏ قصة قصيرة من تأليف الكاتب الأيرلندي جيمس جويس. كتب جويس القصة في عام 1936، وأهداها إلى حفيده ستيفن، الذي كان يبلغ حينها أربعة أعوام، ولكنَّها لم تُنشَر ضمن مجموعته القصصية "ناس من دبلن"، ولم تُنشَر كذلك في فترة حياته، وأوَّل ظهور لها كان في 2012 عندما دخلت أعمال جويس في الملكية العامة وفقاً لبعض النظم القضائية. تصف القصة مدينة كوبنهاغن، وتدور الأحداث فيها، حيث «الأشياء لا تبدو على حقيقتها»، ويتمحور موضوع القصة حول السياسة بأسلوب فكاهي مرح، ويمكن اعتبارها نقداً للرموز السياسية، خاصةً ما يُسمَّى ب«القطط السمينة»، ومنه استمدَّت القصة عنوانها، وهو مصطلح سياسي يشير إلى رجال السياسة الأغنياء الفاسدين. هذه القصة لها علاقة بقصة أخرى كتبها جويس بعنوان «القطة والشيطان»، وأسلوب القصة «الطفولي» يجعلها مُمَيَّزة بين أعمال جويس الأخرى. نُشِرت القصة للمرة الأولى في يناير من العام 2012، صادرة عن دار نشر «إيثيس بريس»، وأضاف الفنان الأمريكي كاسي سورو رسوماً إلى الطبعة، ثُمَّ تُرجِمت القصة إلى لغات عديدة، وفي غضون عامين تُرجِمت إلى عشر لغات، ولكنَّها لم تُتَرجم إلى العربية بعد. أثارت القصة بعد نشرها في يناير جدلاً حول حقوق الطبع، لأنَّ دار النشر الأيرلندية نسخت النص الأصلي من مؤسسة جيمس جويس في زيورخ بدون استشارة المؤسسة أو أخذ الإذن منها، وعقب النشر عبَّر رئيس المؤسسة عن «غضبه الشديد» وقال: «نحن لا نشعر فقط بأننا تم تجاهلنا ولكن تمت خيانتنا أيضاً».